# Saint-Hilaire-sous-Charlieu
Saint-Hilaire-sous-Charlieu – miejscowość i gmina we Francji, w regionie Owernia-Rodan-Alpy, w departamencie Loara.
Według danych na rok 1990 gminę zamieszkiwało 390 osób, a gęstość zaludnienia wynosiła 29 osób/km² (wśród 2880 gmin regionu Rodan-Alpy Saint-Hilaire-sous-Charlieu plasuje się na 1243. miejscu pod względem liczby ludności, natomiast pod względem powierzchni na miejscu 880.).